# Bella Poarch
Bella Poarch, de son vrai nom Denarie Bautista  Taylor Poarch, née le 8 février 1997 aux Philippines, est une personnalité des réseaux sociaux et une chanteuse philippine-américaine. Elle est notamment connue pour ses vidéos sur la plateforme TikTok ; en août 2022, elle a non seulement le troisième compte le plus suivi du site, avec plus de 90 millions d'abonnés, mais elle a aussi publié le TikTok ayant réuni le plus de mentions « j'aime » de la plateforme.

## Biographie

### Jeunesse
Bella Poarch naît en 1997 et grandit aux Philippines. Sa famille déménage aux États-Unis, au Texas, lorsqu'elle a 13 ans.
Elle s’engage et travaille durant trois ans dans la marine militaire américaine, de 2015 à 2018.

### Carrière
En janvier 2020, elle crée un compte sur TikTok. Elle poste de façon active des vidéos diverses, jeux, cosplays, mimiques synchronisées. Elle acquiert une certaine notoriété en août 2020, avec une synchronisation labiale devenue virale sur le titre M to the B d’une rappeuse britannique, Millie B,.
En tant que membre de la communauté Asian Pacific American (en), elle a également ouvertement exprimé son soutien à la lutte contre le racisme anti-asiatique. Le 19 mars 2021, elle met en ligne une vidéo sur TikTok pour parler de ce sujet et faire passer le message. Elle fait part également de ses expériences personnelles en la matière, comme victime de discriminations et d’agressions, dans le magazine Vogue, en avril 2021.
Le 14 mai 2021, elle publie son premier single, Build a Bitch (en),. Un clip lui est associé, sur YouTube. Cette vidéo met en scène d'autres personnalités féminines notables d'Internet, et montre Bella Poarch et les autres comme des têtes prêtes à être placées sur des corps de poupées personnalisables selon les préférences des hommes, dans une fabrique industrielle. À la fin de cette vidéo, ces personnages féminins se révoltent et mettent le feu à la fabrique et au magasin. Cette vidéo est un succès, avec plus de 350 millions de vues sur YouTube, et des milliers de vidéastes qui en reprennent l’air et les paroles sur TikTok.
En août 2021, son compte sur TikTok cumule plus de 85 millions d'abonnés, le plaçant à la quatrième position des comptes les plus suivis du site. Par ailleurs, elle détient le record du TikTok ayant réuni le plus de mentions « j'aime » de la plateforme — celui-ci réunissant, à la même date, plus de 50 millions de « likes ».
Le 5 août de la même année, elle dévoile sur Instagram un teaser de son nouveau single, Inferno (en), qui sort le 13 août suivant.